# Castianeira cingulata
Castianeira cingulata es una especie de araña araneomorfa del género Castianeira, familia Corinnidae. Fue descrita científicamente por C. L. Koch en 1841.
Habita en los Estados Unidos y Canadá.